# Aleksandar Zorić
Aleksandar R. Zorić (cyr. Александар Зорић; ur. 17 października 1925 w Zemunie, zm. 17 listopada 2000) – jugosłowiański kolarz szosowy, indywidualny i drużynowy mistrz Jugosławii, uczestnik igrzysk olimpijskich, zwycięzca Wyścigu Pokoju.

## Życiorys
Aleksandar Zorić pochodził z rodziny chłopskiej. Karierę kolarza rozpoczął w wieku 19 lat. Znaczący wpływ na jej przebieg, podobnie jak u wielu innych kolarzy z jego pokolenia, miała II wojna światowa. Ojciec Zoricia należał do partyzantki Tity i zginął w czasie walk. Aleksandar został ranny w 1945 roku podczas bombardowania Belgradu, stolicy Jugosławii i stracił wówczas oko.

## Bohater jednego sezonu
Po II wojnie światowej jego kariera trwała krótko. W 1947 roku wywalczył indywidualnie i drużynowo z ekipą Serbii Mistrzostwo Jugosławii w kolarstwie szosowym. Jednakże największe sukcesy przyniósł mu kolejny rok. Zwyciężył w Tour de Yougoslavie i w Wyścigu Pokoju. Pierwsza edycja tego drugiego wyścigu składała się z dwóch oddzielnych wyścigów Warszawa-Praga i Praga-Warszawa. Obydwa rozpoczęły się 1 maja 1948 roku. Aleksandar Zorić uczestniczył w wyścigu Praga-Warszawa, podczas którego był członkiem zespołu Jugosławii. Został jego zwycięzcą, pomimo iż nie wygrał żadnego etapu. Najlepsze, drugie miejsca, zajął na 1. i 7. etapie wyścigu. Później podobna sztuka udała się jeszcze kilku kolarzom. Ponieważ wyścig Praga-Warszawa trwał dłużej niż Warszawa-Praga i zakończył się 9 maja to chronologicznie pierwszym zwycięzcą Wyścigu Pokoju został rodak Zoricia – August Prosenik.

Po tych udanych startach Zorić został zakwalifikowany do reprezentacji Jugosławii na XIV Igrzyska Olimpijskie, które odbyły się w tym samym roku w Londynie. Wystartował w wyścigu szosowym ze startu wspólnego, którego jednak nie ukończył.
Względy polityczne zadecydowały o tym, że Jugosławia stała się państwem, na które niechętnie patrzyli przywódcy innych państw bloku wschodniego, a kolarze jugosłowiańscy nie wystartowali w kolejnych edycjach Wyścigu Pokoju. Aleksandar Zorić zakończył swoją karierę i powrócił do pracy na roli. Później wyemigrował do Stanów Zjednoczonych.

## Sukcesy
- 1947
  -  Mistrzostwo Jugosławii w kolarstwie szosowym (indywidualnie i drużynowo).
- 1948
  - 1. miejsce w klasyfikacji generalnej Wyścigu Pokoju
  - 1. miejsce w klasyfikacji generalnej Tour de Yougoslavie